# 백상훈 (프로듀서)
백상훈(1979년 ~ )은 KBS 드라마본부의 프로듀서이다.

## 경력
- KBS 드라마본부 PD (2019년 퇴사)

## 연출 작품
- 2013년 KBS 2TV 《비밀》
- 2015년 KBS 2TV 《후아유 - 학교 2015》
- 2016년 KBS 2TV 《태양의 후예》
- 2016년 KBS 2TV 《구르미 그린 달빛》
- 2020년 SBS TV 《더 킹: 영원의 군주》